# Ireneusz Grulkowski
Ireneusz Paweł Grulkowski (ur. 9 sierpnia 1979 w Kościerzynie) – polski fizyk, doktor habilitowany nauk fizycznych, specjalizuje się w fizyce doświadczalnej, akustooptyce oraz biooptyce, nauczyciel akademicki Wydziału Fizyki, Astronomii i Informatyki Stosowanej Uniwersytetu Mikołaja Kopernika.

## Życiorys
W 2003 ukończył studia z fizyki (specjalność: fizyka biomedyczna) na Wydziale Matematyki, Fizyki i Informatyki Uniwersytetu Gdańskiego (praca magisterska: Soczewka akustooptyczna jako skaner w optycznej tomografii koherencyjnej (OCT)). W 2005 uzyskał także dyplom z biotechnologii na Międzyuczelnianym Wydziale Biotechnologii Uniwersytetu Gdańskiego i gdańskiej Akademii Medycznej.
Stopień doktorski uzyskał w 2007 na macierzystym wydziale na podstawie pracy pt. Dyfrakcja światła na cylindrycznych falach ultradźwiękowych (promotorem zarówno pracy magisterskiej z fizyki, jak i doktorskiej był prof. Piotr Kwiek). Habilitował się w 2016 w Instytucie Fizyki UMK na podstawie oceny dorobku naukowego i cyklu publikacji Interferometryczne obrazowanie w zakresie podczerwieni - kompleksowa biometria oka oraz mikroprofilometria. 
Od 2008 pracuje jako adiunkt w Zakładzie Biofizyki i Fizyki Medycznej Instytutu Fizyki UMK w Toruniu. W latach 2008–2010 pracował w Instytucie Fizyki Doświadczalnej Uniwersytetu Gdańskiego. Jako visiting scientist pracował także w Research Laboratory of Electronics Massachusetts Institute of Technology (2010-2012).
Swoje prace publikował m.in. w „Optics Express", „Ophthalmology", „Investigative Ophthalmology & Visual Science", „American Journal of Ophthalmology", „Ophthalmic Surgery, Lasers and Imaging Retina", „Applied Optics" oraz w „PLOS ONE".